# كلاوديو فيديلا
كلاوديو فيديلا (بالإسبانية: Claudio Videla)‏ هو مدرب كرة قدم ولاعب كرة قدم تشيلي، ولد في 19 سبتمبر 1982 في رانكاغوا في تشيلي. لعب مع نادي أونيفرسيداد دي تشيلي.

## وصلات خارجية
- كلاوديو فيديلا على موقع Soccerway.com (الإنجليزية)
- كلاوديو فيديلا على موقع عالم كرة القدم.نت (الإنجليزية)